# جزيرة أولاد حمزة
قرية جزيرة أولاد حمزة هي إحدى القرى التابعة لمركز المنشأة بمحافظة سوهاج في جمهورية مصر العربية. حسب إحصاءات سنة 2006، بلغ إجمالي السكان في جزيرة اولاد حمزه 17743 نسمة، منهم 9259 رجل و8484 امرأة.